# Deilão
Deilão é uma aldeia portuguesa do Município de Bragança que foi sede da extinta Freguesia de Deilão, freguesia que tinha 41,97 km² de área e 168 habitantes (2011), e, por isso, uma densidade populacional de 4 hab/km².
A Freguesia de Deilão foi extinta em 2013, no âmbito de uma reforma administrativa nacional, tendo sido agregada à freguesia de São Julião de Palácios, para formar uma nova freguesia denominada União das Freguesias de São Julião de Palácios e Deilão com a sede em São Julião de Palácios.
A Freguesia de Deilão era constituída por 3 aldeias: Petisqueira, Vila Meã e Deilão.

## População
| População da freguesia de Deilão | População da freguesia de Deilão | População da freguesia de Deilão | População da freguesia de Deilão | População da freguesia de Deilão | População da freguesia de Deilão | População da freguesia de Deilão | População da freguesia de Deilão | População da freguesia de Deilão | População da freguesia de Deilão | População da freguesia de Deilão | População da freguesia de Deilão | População da freguesia de Deilão | População da freguesia de Deilão | População da freguesia de Deilão |
| -------------------------------- | -------------------------------- | -------------------------------- | -------------------------------- | -------------------------------- | -------------------------------- | -------------------------------- | -------------------------------- | -------------------------------- | -------------------------------- | -------------------------------- | -------------------------------- | -------------------------------- | -------------------------------- | -------------------------------- |
| 1864                             | 1878                             | 1890                             | 1900                             | 1911                             | 1920                             | 1930                             | 1940                             | 1950                             | 1960                             | 1970                             | 1981                             | 1991                             | 2001                             | 2011                             |
| 380                              | 376                              | 410                              | 405                              | 695                              | 646                              | 817                              | 510                              | 576                              | 629                              | 504                              | 397                              | 260                              | 219                              | 168                              |

Nos anos de 1911 a 1930 tinha anexada a freguesia de Rio de Onor.  Pelo decreto lei nº 27.424, de 31/12/1936, foram desanexadas, passando a constituir freguesias autónomas